# Warren, Pennsylvania
Warren là một thành phố thuộc quận Warren, tiểu bang Pennsylvania, Hoa Kỳ. Năm 2010, dân số của thành phố này là 9710 người.